# Desa Cinere
Desa Cinere är en administrativ by i Indonesien.   Den ligger i provinsen Jawa Barat, i den västra delen av landet, 15 km sydväst om huvudstaden Jakarta.